# Ruschianthus falcatus
Ruschianthus falcatus är en isörtsväxtart som beskrevs av L. Bol. Ruschianthus falcatus ingår i släktet Ruschianthus och familjen isörtsväxter. Inga underarter finns listade i Catalogue of Life.